# Biennale d'art de Pontevedra
La Biennale d'art de Pontevedra est une exposition internationale d'arts plastiques qui se tient dans la ville espagnole de Pontevedra. Il s'agit de la plus ancienne manifestation de ce type en Espagne,.

## Histoire
La Biennale d'art de Pontevedra est née en 1969, sous l'impulsion du vice-président de la Députation de Pontevedra Antonio Puig Gaite,.
La Biennale a débuté comme un concours dans les domaines de la peinture, dessin, gravure et sculpture, destiné exclusivement aux artistes natifs ou résidents de la province de Pontevedra, dans le but d'intégrer les beaux-arts dans la vie culturelle de la province. Lors de cette première édition 203 oeuvres ont été reçues, dont 93 ont finalement été sélectionnées pour l'exposition. En  outre, Xoán Piñeiro a exposé 18 sculptures en tant qu'artiste invité, sans participer au concours. La Biennale a ouvert ses portes le 30 juillet dans le hall principal et les salles annexes du premier étage du Palais de la Députation de Pontevedra.
En 1970, la Biennale passe d'un événement provincial à un événement régional, marquant le début d'une trajectoire réussie, avant de devenir un événement international,. En 1974, les expositions d'artistes internationaux débutent. Entre 1977 et 1981, la structure est transformée pour s'adapter au contexte culturel et social de l'Espagne, marquant une étape de maturation, de professionnalisation et d'ouverture aux nouvelles tendances.
Entre 1982 et 1986, la Biennale s'est imposée comme une référence pour l'art contemporain espagnol et a renforcé sa dimension internationale. En 1982, elle abandonne le format compétitif avec une exposition sur la movida et, en 1983, elle se concentre sur la postmodernité, en mettant l'accent sur la peinture espagnole des années 80 et sur l'art postal. À partir de 1991, sous la direction du musée de Pontevedra et de la Députation de Pontevedra, l'exposition a connu sa période la plus fructueuse.
Entre 1992 et 2008, la Biennale de Pontevedra a connu sa plus grande projection internationale sous la direction du musée de Pontevedra. Elle s'est professionnalisée, a attiré des commissaires d'exposition et des critiques prestigieux et s'est consolidée en tant que plateforme clé pour l'art contemporain. Chaque édition combinait de multiples expositions - des anthologies aux expositions collectives thématiques - qui abordaient des questions telles que la migration, le multiculturalisme, le voyage ou la mémoire,. La biennale a ouvert un dialogue entre la Galice et différentes géographies (Amérique latine, pays nordiques, Maghreb), devenant pionnière en consacrant pour la première fois en Europe un événement monographique à l'art maghrébin,. Son expansion dans de nouveaux espaces d'exposition et sa capacité à intégrer la tradition et l'avant-garde ont renforcé sa pertinence tant au niveau local qu'international. Depuis 1998, la biennale a étendu sa présence dans la ville de Pontevedra, en intégrant comme nouveaux espaces le Palais des congrès de Pontevedra et, plus tard, le Bâtiment Castelao du Musée de Pontevedra.
En 2010, la Biennale a célébré sa 31e édition, au cours de laquelle elle a accueilli 40 000 visiteurs. Sous le titre Utrópicos, la Biennale a exploré l'univers culturel de l'Amérique centrale et des Caraïbes, abordant des thèmes tels que l'exil et l'émigration à travers les œuvres d'une centaine d'artistes américains et galiciens tels que Maruja Mallo, Arturo Souto et Francisco Leiro. Trois des œuvres présentées cette année-là ont été exposées par la suite à la Biennale de Venise. En 2012, alors que la Biennale était initialement prévue, elle a finalement été annulée.
Après plus d'une décennie d'absence, la Députation de Pontevedra a annoncé en 2023 la reprise de la Biennale internationale d'art de Pontevedra à partir de 2025,,,. La Biennale d'art de Pontevedra 2025, qui célèbre sa trente-deuxième édition, se déroule entre le 15 juin et le 30 septembre et sa thématique est centrée sur la vision de la guerre par les artistes. Outre l'exposition d'œuvres d'art, la Biennale 2025 accueille d'autres activités parallèles telles que des performances dans l'espace public, des interventions surprises sur les façades, des conférences et des tables rondes, un cycle de films sur l'art et la guerre et des concerts sur l'Île des sculptures. Les espaces dans lesquels se déroulera la Biennale sont répartis dans toute la ville, le programme prévu se déroulant dans le Bâtiment Castelao du Musée de Pontevedra, le couvent Sainte-Claire, le Palais des congrès de Pontevedra, le Parc des expositions de Pontevedra, la Faculté des beaux-arts, les Ruines du couvent Saint-Domingue, l'Île des Sculptures, le Café Moderno, les places d'origine médiévale du centre historique ou des espaces privés comme la Fondation RAC (Rosón Art Contemporain), l'espace créatif multidisciplinaire Nemonon ou la Fondation Manuel Moldes, entre autres,,,,,. Cette 32e biennale d'art de Pontevedra réunit 60 artistes de 28 nationalités, dont le Français Patrice Warrener, le Danois Olafur Eliasson, l'Américain d'origine allemande Hans Haacke, l'Écossaise Susan Philipsz, la Palestinienne Emily Jacir, l'Américain d'origine espagnole Antoni Muntadas, l'Espagnol Francesc Torres ou l'Égyptienne d'origine grecque Farida El-Gazzar,,,,.

## Description

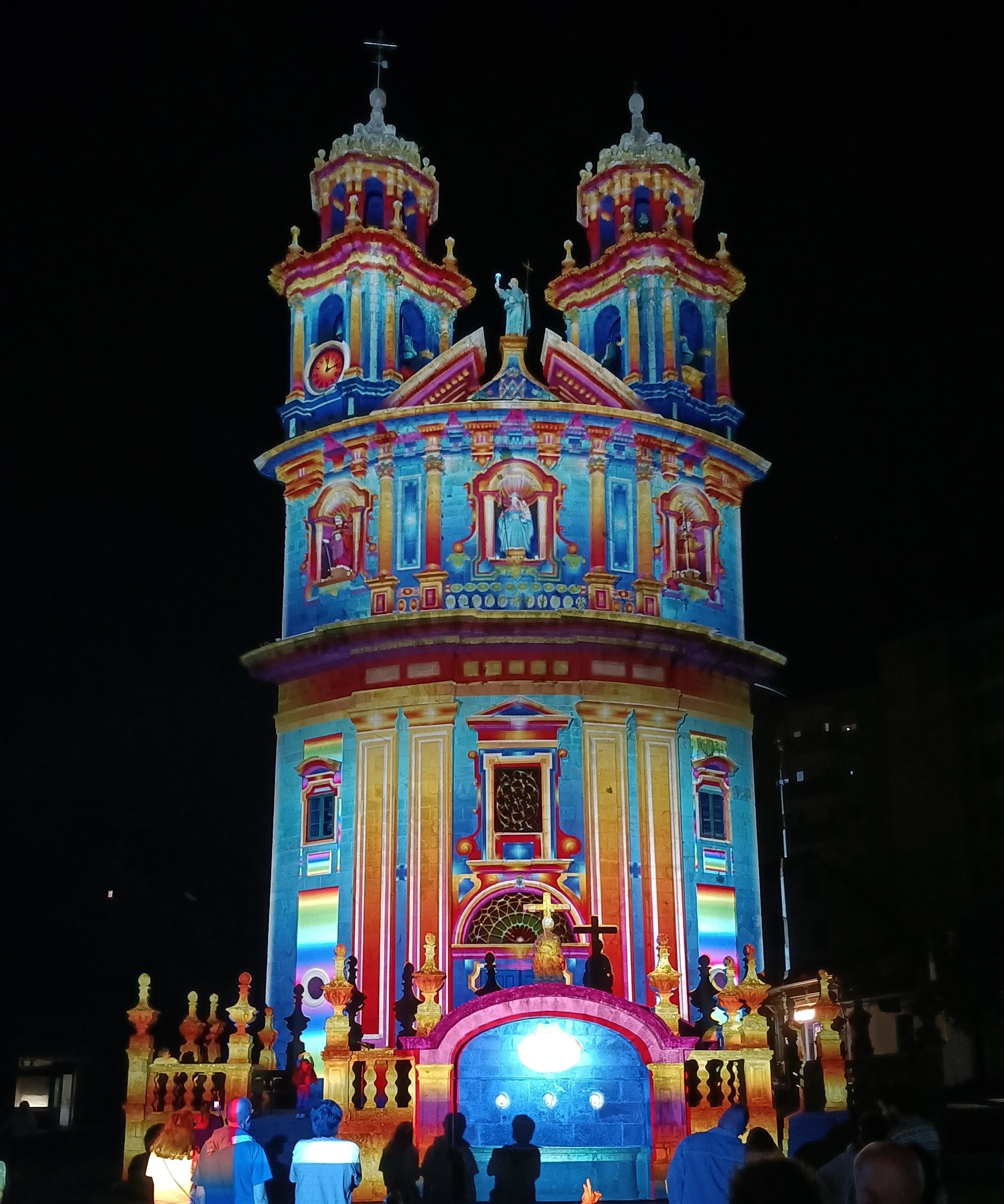
Troisième projection. Église de la Vierge Pèlerine de Pontevedra, 22 juin 2025.

La Biennale internationale d'art de Pontevedra avait traditionnellement lieu au mois d'août, faisant de Pontevedra la capitale des arts plastiques en Galice. Aujourd'hui, la Biennale se déroule de juin à septembre. Historiquement, le Palais de la Députation de Pontevedra était le principal lieu d'exposition de la Biennale qui, ces dernières années, s'est tenue dans d'autres lieux tels que le Bâtiment Castelao du musée de Pontevedra ou le Palais des congrès et des expositions de Pontevedra,,.
Il s'agit d'un événement international qui est à la pointe de l'avant-garde artistique à l'étranger et qui concentre à Pontevedra d'importants artistes du monde entier,,.
Certaines des sculptures présentées à la Biennale d'art de Pontevedra en 1988 font désormais partie du paysage urbain de la ville. Il s'agit des sculptures Flecha (Flèche) du sculpteur Silverio Rivas, située dans le Parc des Palmiers et Mirador de l'artiste Tom Carr, située dans le Parc Rosalía de Castro.
La Biennale de Pontevedra 2025 propose un programme complet d'activités culturelles comprenant du cinéma, des conférences et des arts vivants (avec des performances, de la danse, de la musique et des actions collectives), s'étendant au-delà du Musée de Pontevedra à douze autres bâtiments dans la ville de Pontevedra et dans quatre autres villes de la province de Pontevedra. Ces propositions complètent l'exposition principale et encouragent la réflexion sur l'art et les conflits contemporains. Un jour avant l'ouverture officielle, le 20 juin, le Français Patrice Warrener a présenté Peregrinacolor, une œuvre qui a illuminé la façade de l'église de la Vierge Pèlerine, accompagnée par la musique de la disc-jockey galicienne Akazie. Du 20 au 22 juin, Warrener a illuminé l'église de la Vierge Pèlerine pendant les trois premiers jours de la 32e édition de la Biennale internationale d'art de Pontevedra. On estime qu'environ 45 000 personnes visiteront la Biennale d'art de Pontevedra 2025.

## Galerie d'images

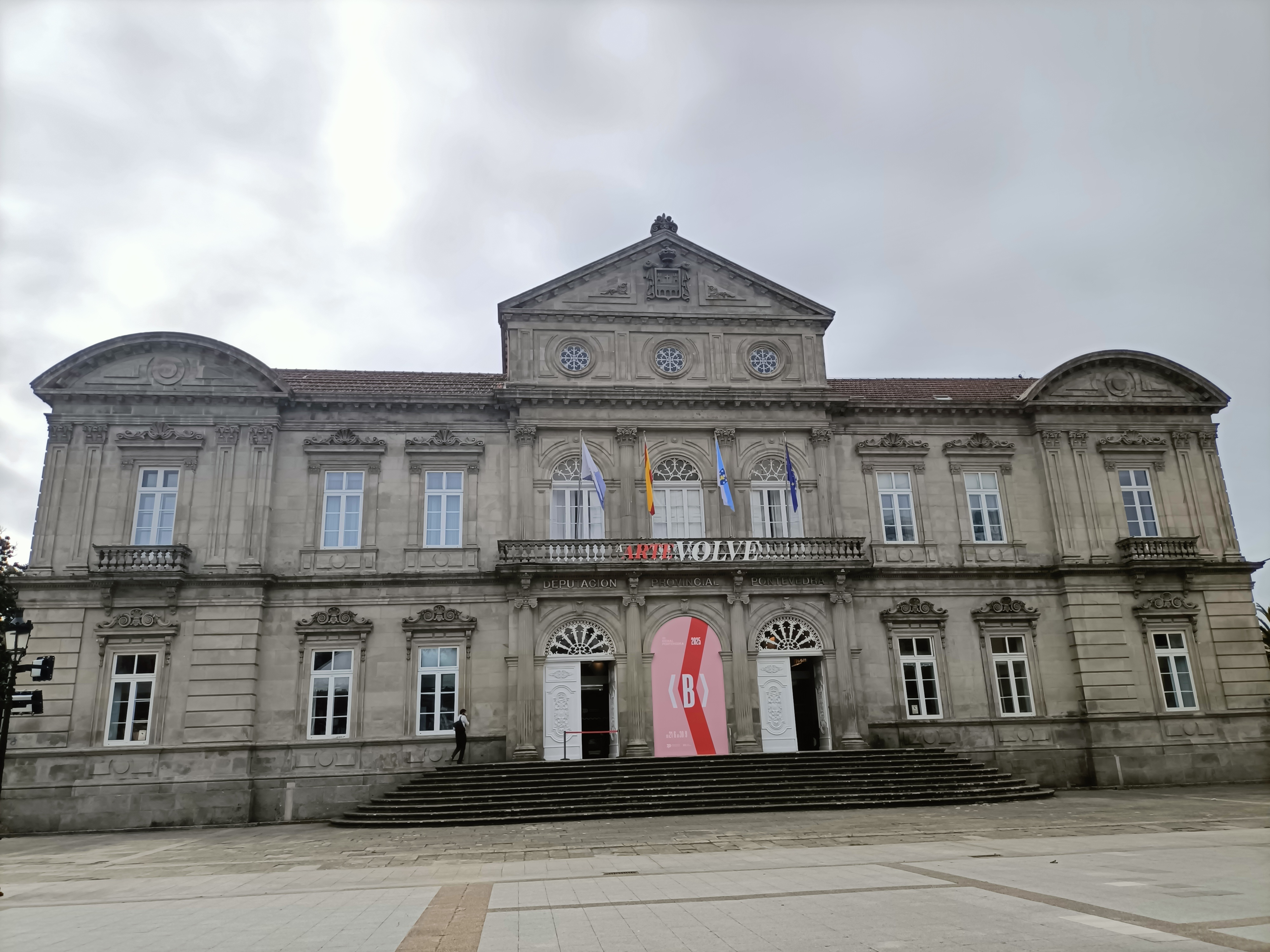
Le Palais de la Députation de Pontevedra avec le logo de la Biennale 2025.
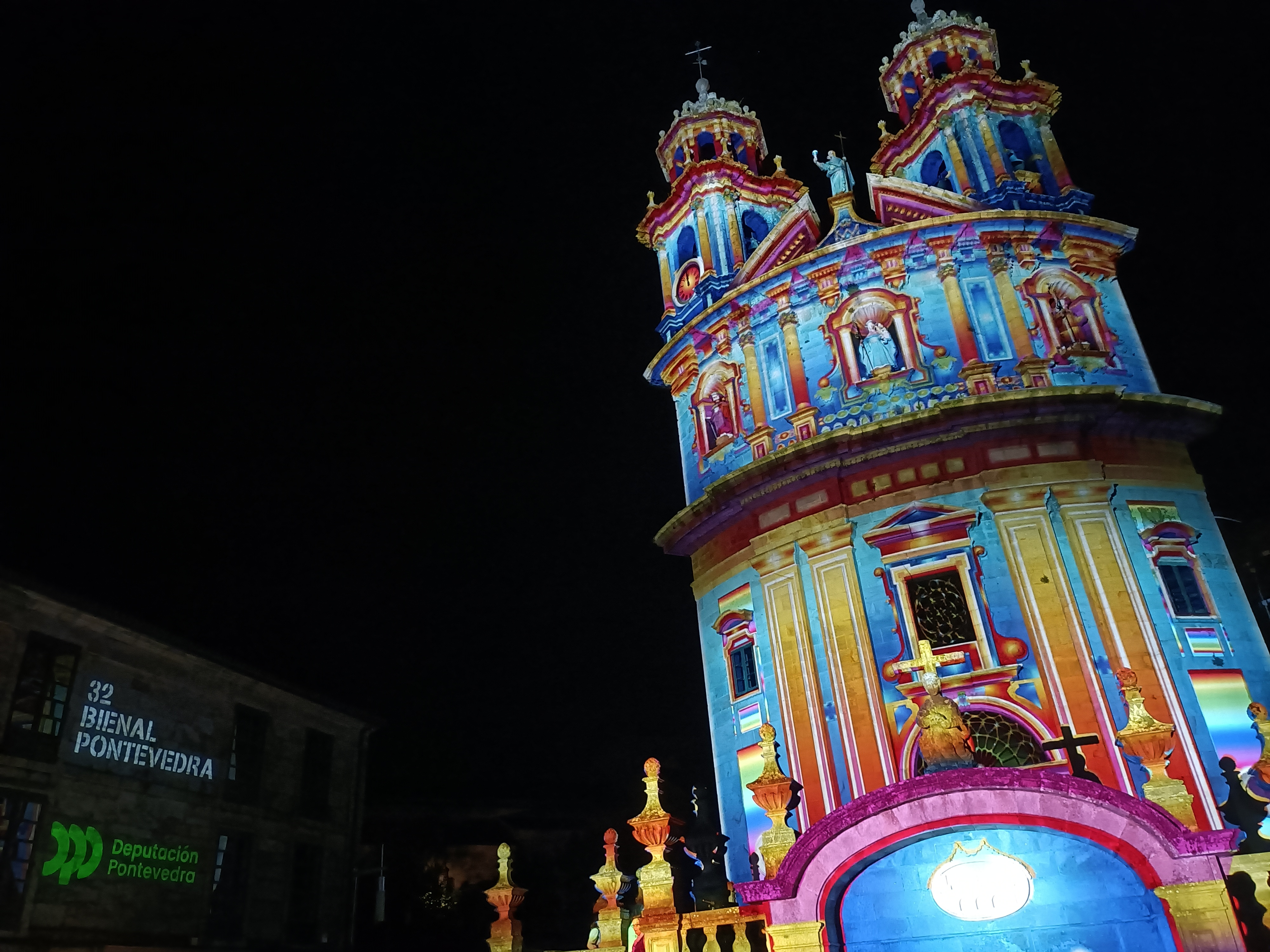
Intervention d'illumination architecturale Cromolite par Patrice Warrener
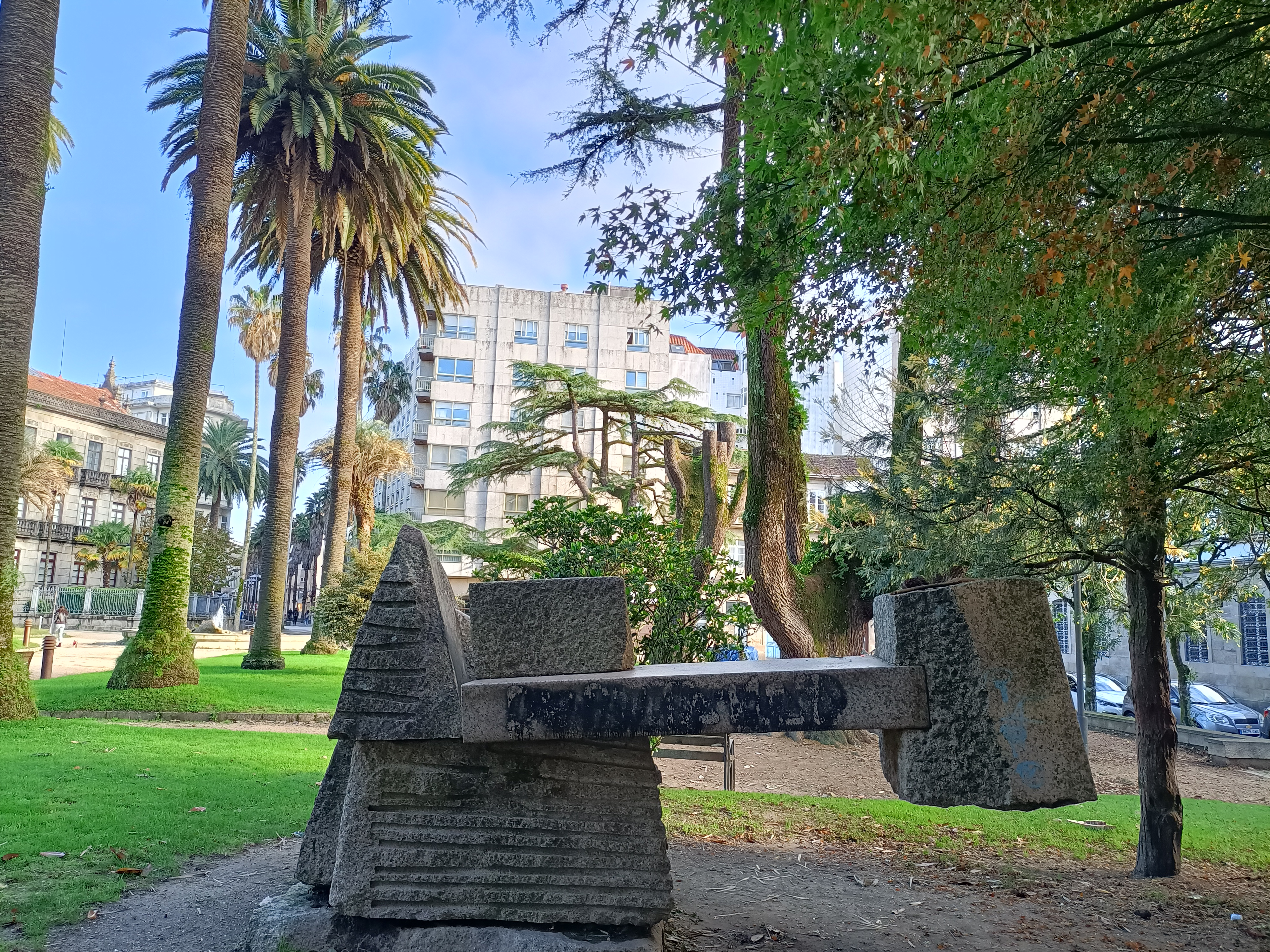
Flecha par Silverio Rivas
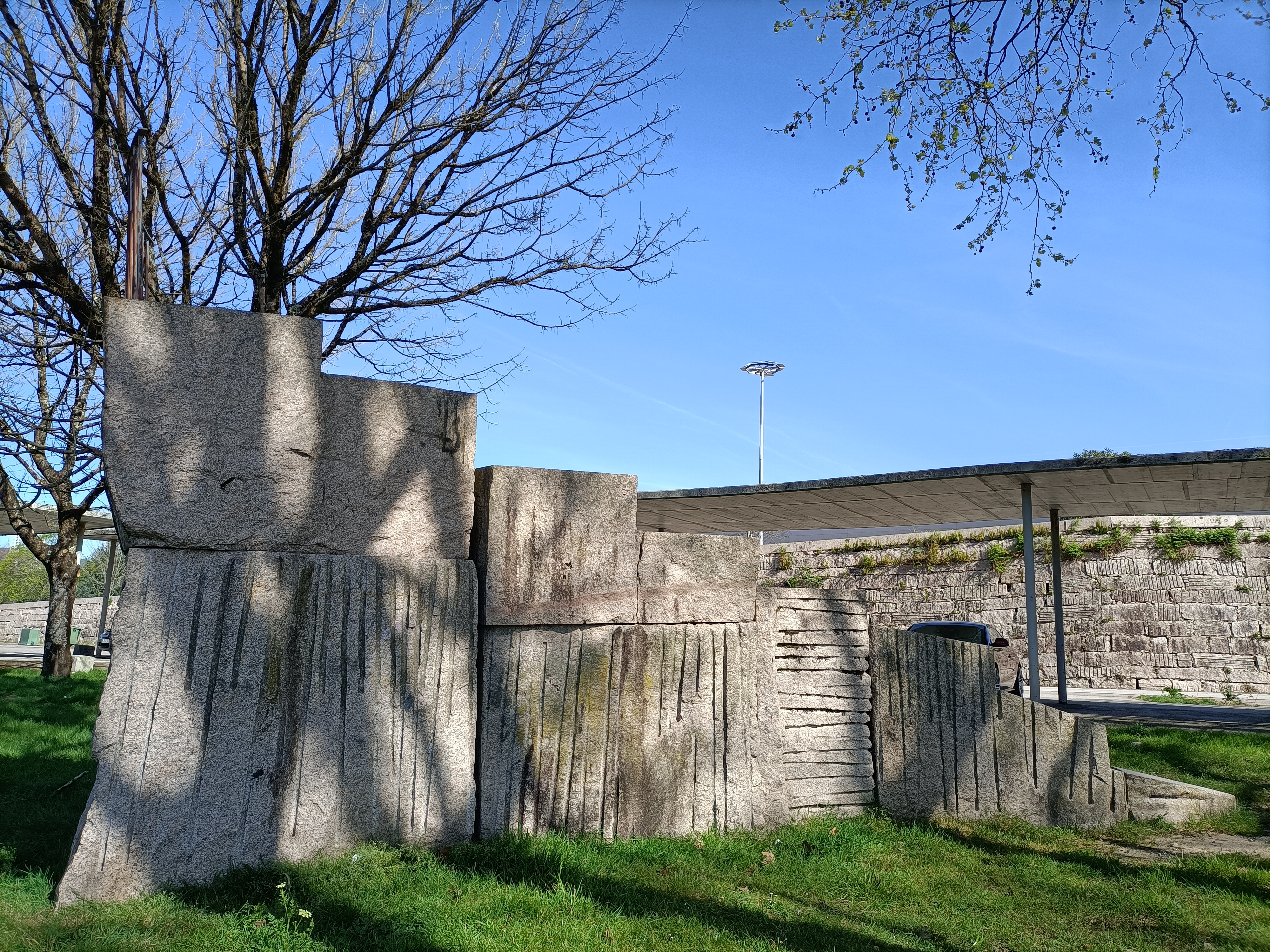
Mirador en granit par Tom Carr
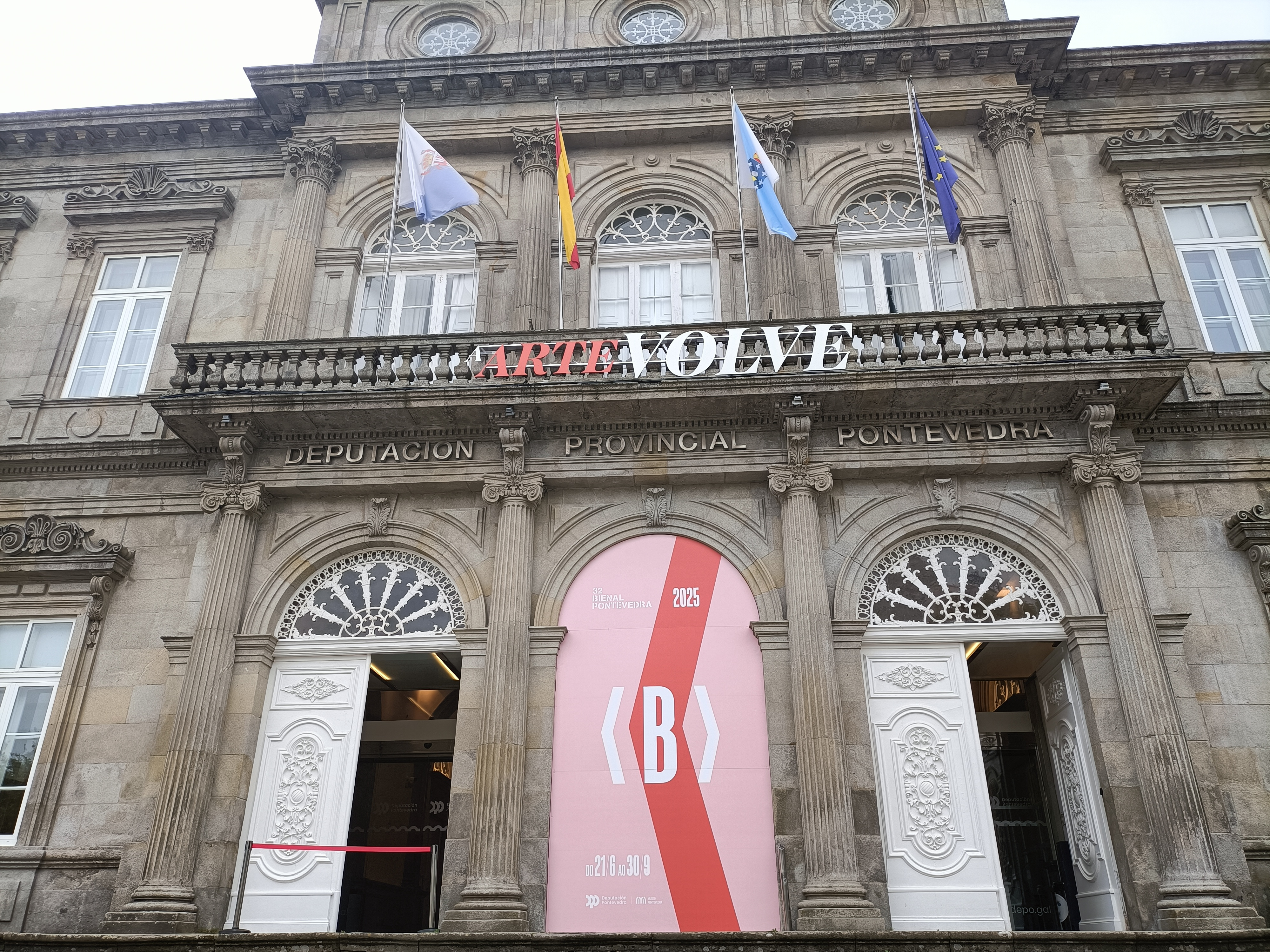
Logo de la Biennale d'art de Pontevedra sur la façade du Palais de la Députation.
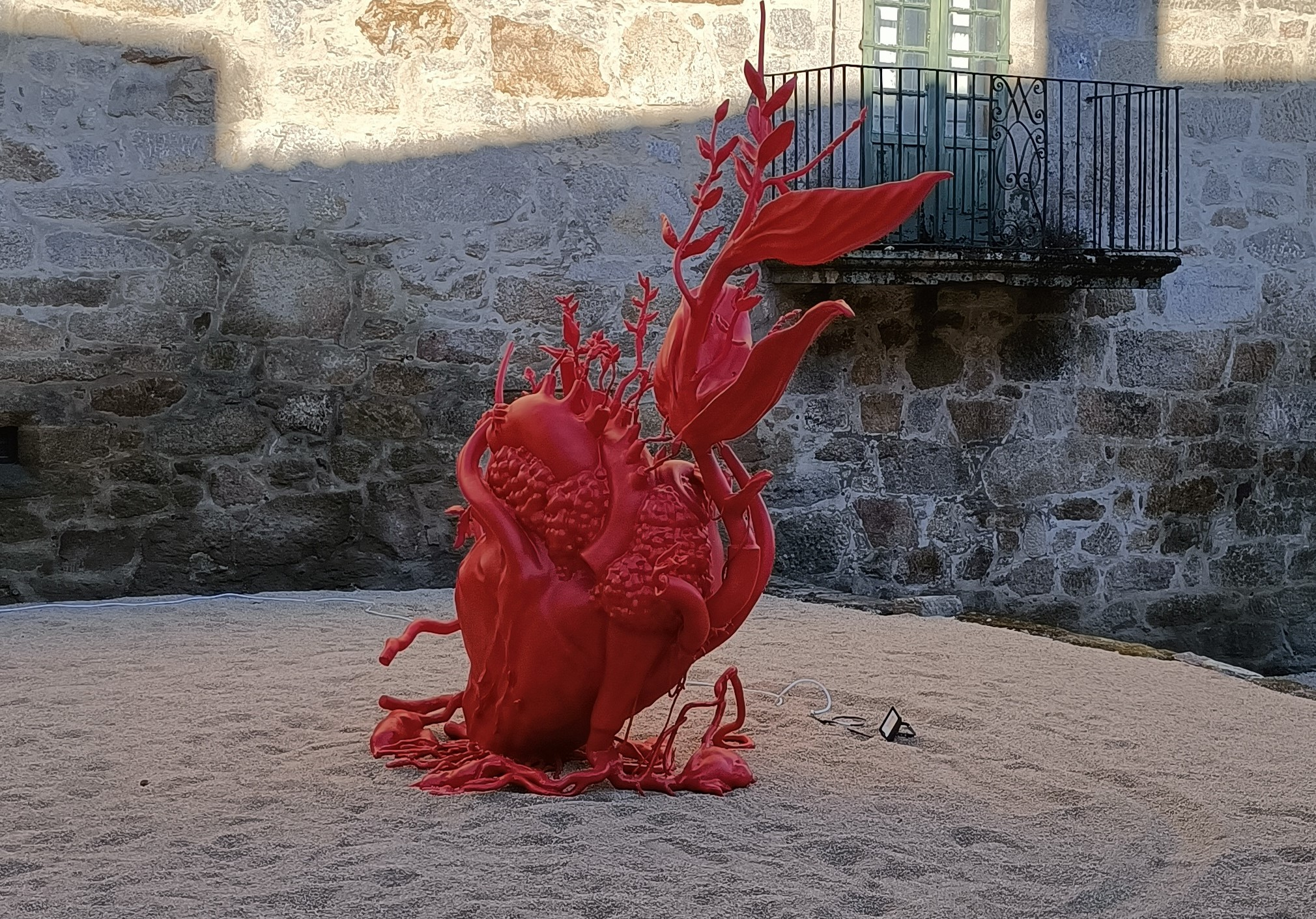
The Resilient (2025) de Wardha Shabbir dans le jardin du Pazo García Flórez
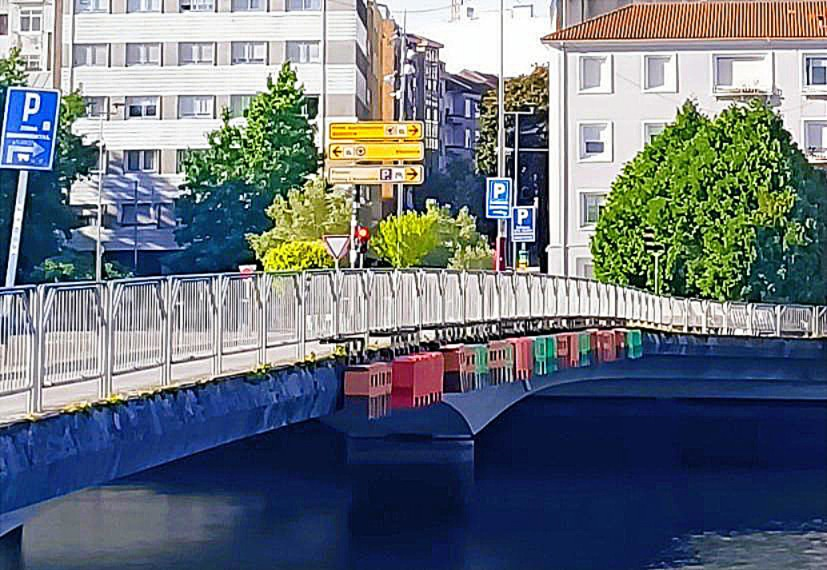
Maneras de habitar un puente (2025) de Diana Larrea au pont de Santiago
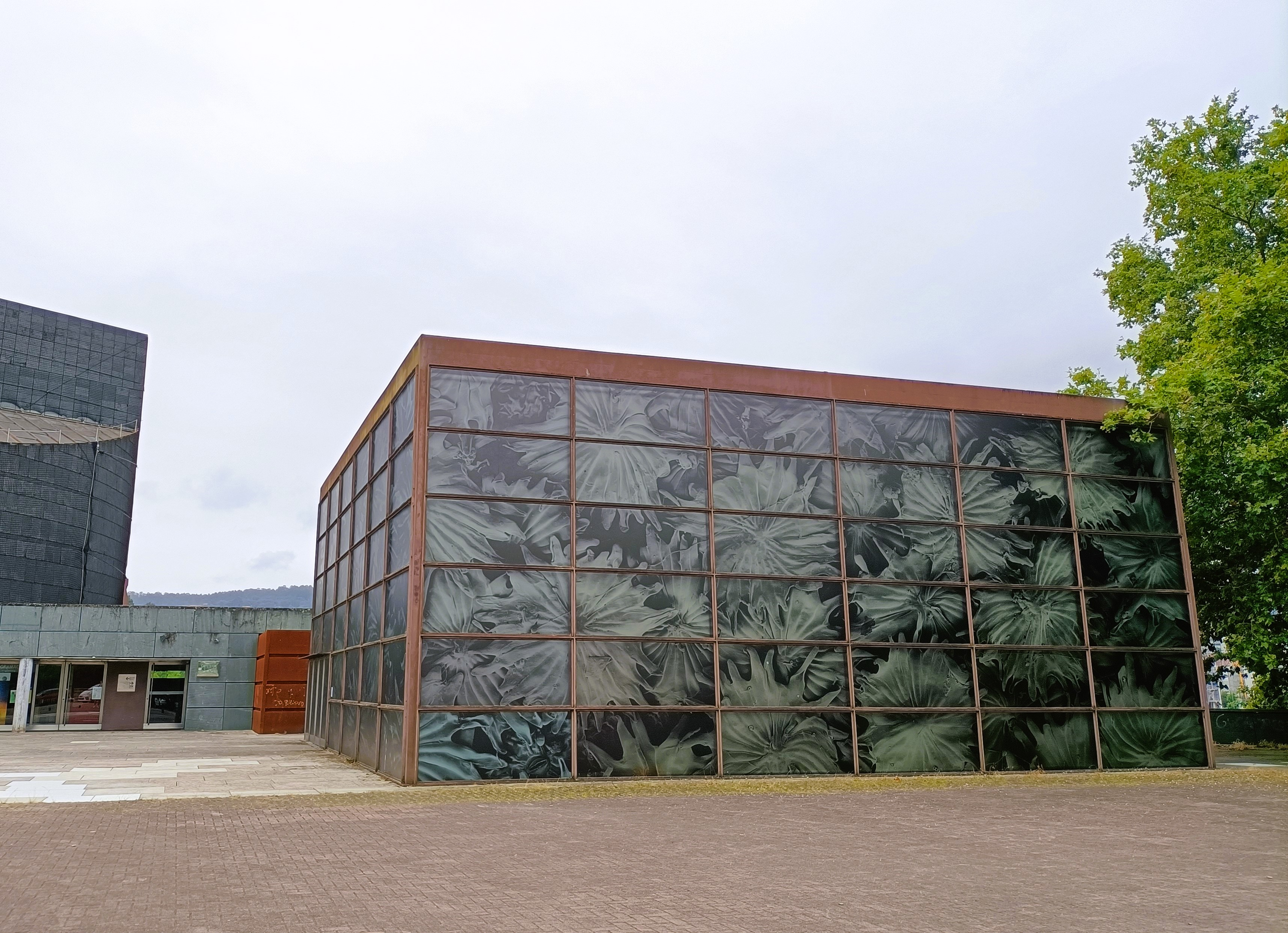
La piel del olivo (2025) de Beatriz Ruibal dans la salle d'exposition du Palais des congrès de Pontevedra